# Cantone di Angers-4
Il Cantone di Angers-4 è una divisione amministrativa dell'Arrondissement di Angers.
È stato costituito a seguito della riforma approvata con decreto del 26 febbraio 2014, che ha avuto attuazione dopo le elezioni dipartimentali del 2015.

## Composizione
Comprende parte della città di Angers e i 5 comuni di:
- Avrillé
- La Meignanne
- La Membrolle-sur-Longuenée
- Montreuil-Juigné
- Le Plessis-Macé